# Апперцепція
Апперце́пція або аперцепція (лат. ad — до і лат. perceptio — сприймання) — залежність сприймання від попереднього досвіду особистості.

## Опис
Апперцепція є виявом загального закону, за яким зовнішні предмети і явища визначають зміст психічної діяльності, діючи через внутрішні суб'єктивні умови, що склалися в ході попереднього розвитку індивіда в результаті його взаємодії з середовищем. Сприймання залежить не тільки від об'єкта, а й від суб'єкта, від наявних у нього потреб, інтересів, уявлень, понять тощо. Безпосередні враження від об'єкта активізують певні сліди минулих вражень; вони включаються у склад попереднього досвіду, завдяки чому сприймання відбувається швидше, набуває вибірковості й осмисленості.
Термін «Апперцепція» був введений Г. В. Лейбніцем. Й. Ф. Гербарт вважав, що всяке нове подання усвідомлюється і тлумачиться за умови його зв'язку із спорідненими уявленнями минулого досвіду, які він назвав апперцепіруючою масою. Сам же процес з'єднання і є апперцепція. Саме апперцепція визначає виразність, правильність і міцність сприйняття і засвоєння нового знання. Розвинуте Гербартом розуміння апперцепції з'явилося теоретичною основою його педагогічного вчення про принципи й прийоми засвоєння знань (побудови уроку, наступності, послідовності й т. ін.). Поняття «Апперцепція» отримало широке розповсюдження в психології завдяки роботам В. Вундта, надала йому сенс пояснювального принципу роботи свідомості. Вундт поставив у залежність від апперцепції складні діяльності свідомості — увага, мислення, а також вольові процеси.
Поняття апперцепція розглядається також А. Адлером, на підставі якого він пояснює певні принципи сприйняття. Дитина сприймає різні ситуації не такими, які вони існують насправді, а крізь призму упереджень своїх особистих інтересів, тобто відповідно до особистої схеми апперцепції.
Апперцепція знаходить своє пояснення в системній роботі кори великих півкуль головного мозку.